# Forrest Goodluck
Forrest Goodluck (* 6. August 1998 in Albuquerque, New Mexico) ist ein US-amerikanischer Schauspieler. Er erlangte durch die Rolle des Hawk aus dem Film The Revenant – Der Rückkehrer Bekanntheit.

## Leben und Karriere
Forrest Goodluck wurde in Albuquerque, im US-Bundesstaat New Mexico, geboren. Sein Vater ist ein Navajo, die Wurzeln der Mutter liegen bei den Stämmen der Hidatsa, Mandan, Navajo und Tsimshian.
Erste Schauspielerfahrungen sammelte Goodluck bereits in der Schule, etwa bei Aufführungen von A Charlie Brown Christmas. Später, während seiner Zeit auf der Bosque-School, stand er auch auf verschiedenen Theaterbühnen in seiner Heimat. Im Alter von 13 Jahren sollte er für den Film Man Called Buffalo des Regisseurs Chris Eyre besetzt werden, der jedoch nie inszeniert wurde. Die Zusammenarbeit mit Eyre brachte ihm dennoch Kontakte mit einigen Casting-Direktoren.
2014 war Goodluck das erste Mal vor der Kamera, im Kurzfilm Gaming, zu sehen. Im Alter von 15 Jahren sprach er für die Rolle des Hawk für den Film The Revenant – Der Rückkehrer des Regisseurs Alejandro González Iñárritu vor, die er schließlich auch bekam. Die Rolle an der Seite von Leonardo DiCaprio, Tom Hardy, Domhnall Gleeson und Will Poulter verhalf ihm zum Durchbruch. Für seine Darstellung des gemischtrassigen Jungen wurde er 2016 mit dem Young Artist Award als Bester Nebendarsteller in einem Spielfilm ausgezeichnet.
2018 war er als Adam Red Eagle in dem Film The Miseducation of Cameron Post an der Seite von Chloë Grace Moretz und Quinn Shephard zu sehen. Der Film wurde auf dem Sundance Film Festival 2018 uraufgeführt. 2020 übernahm er in der englischen Originalfassung des Videospiels Tell Me Why von Dontnod Entertainment die Rolle des Officer Holt und war zudem in der vierteiligen Miniserie Der Befreier zu sehen, die beim Streaminganbieter Netflix veröffentlicht wurde.

## Filmografie (Auswahl)
- 2014: Gaming (Kurzfilm)
- 2015: The Revenant – Der Rückkehrer (The Revenant)
- 2016: Citizen (Fernsehserie, Episode 1x01)
- 2017: Indian Horse
- 2018: The Miseducation of Cameron Post
- 2018: Designated Survivor (Fernsehserie, Episode 2x13)
- 2019: Blood Quantum
- 2020: I Used to Go Here
- 2020: Der Befreier (The Liberator, Miniserie, 2 Episoden)
- 2021: Cherry – Das Ende aller Unschuld (Cherry)
- 2021: The Republic of Sarah (Fernsehserie)
- 2023: Friedhof der Kuscheltiere: Bloodlines (Pet Sematary: Bloodlines)
- 2023: Lawmen: Bass Reeves (Miniserie)
- 2023: Accused (Fernsehserie, 1 Episode)
- 2025: Spider & Jessie

## Auszeichnungen und Nominierungen
Young Artist Award
- 2016: Auszeichnung als Bester Nebendarsteller in einem Spielfilm (The Revenant – Der Rückkehrer)